# Godfried Henschen
Godfried Henschen, también escrito Henskens o Henschenius ( Venray, Limburgo, Países Bajos Españoles, 21 de junio de 1601 – Amberes, 11 de septiembre de 1681) fue un sacerdote jesuita y hagiógrafo, estrecho colaborador de Jean Bolland y uno de los primeros bolandistas.

## Biografía y trabajo
Nacido en una región de tradición católica, era hijo de Henri Henschen, comerciante de telas, y de Sibylla Pauwels; su padre falleció cuando tenía cinco años y, además de su madre, su hermana mayor cuidó de él. Tuvo también un hermano menor, Peter, que fue jesuita. Estudió humanidades en el colegio jesuita de Bolduque (donde Jean Bolland fue uno de sus profesores) y más tarde ingresó en el noviciado de la Compañía de Jesús en Malinas el 22 de octubre de 1619. Enseñó sucesivamente griego, poesía y retórica en Bergues, Bailleul, Ypres y Gante; excelente conocedor del griego antiguo, compuso una gramática para sus alumnos. Tras sus estudios teológicos fue ordenado sacerdote en Lovaina el 16 de abril de 1634; al año siguiente fue enviado a la casa profesa de Amberes y admitido a la profesión de los cuatro votos jesuitas el 12 de mayo de 1636.
A su llegada a la metrópoli de los Países Bajos Españoles, se asoció al trabajo de Jean Bolland, que preparaba los primeros volúmenes de los Acta Sanctorum. Sus comentarios sobre los actos de san Amando y otros santos (como san Gastón) orientaron a Bolland sobre el rumbo a seguir y dieron a la obra su forma definitiva. Frente a la simple edición de textos que había propuesto Heribert Rosweyde, Henschen introdujo y consolidó la crítica histórica en la edición hagiográfica: comparó los diferentes manuscritos relativos a cada santo, resolvió pasajes oscuros, situó al santo en el contexto de su época y de sus contemporáneos, prefirió los testimonios más fiables, y acompañó los textos con estudios sobre sus autores, su valor histórico y notas explicativas. Así se estableció el método bolandista, que dio forma definitiva a la práctica de la hagiografía dentro de la Compañía. Aunque por deferencia a Bolland su nombre no figura en la portada de los volúmenes de enero, fue reconocido en los siguientes como autor y colaborador principal.
Tras catorce años de trabajo, los dos volúmenes de enero se imprimieron en Amberes en 1643 y fueron recibidos con entusiasmo por los eruditos. El trabajo para aquel volumen se realizó en dos buhardillas donde Bolland guardaba sus papeles y libros; cuando subir los empinados escalones resultó difícil, obtuvo una sala en el segundo piso que más tarde sería el Museum Bollandianum. Los tres volúmenes de febrero se publicaron en 1658.

### Viaje a Roma
En julio de 1660, por indicación de Bolland, Henschen y Daniel van Papenbroek viajaron a Roma pasando por Alemania y el Tirol, recopilando por el camino documentos antiguos para sus estudios. Permanecieron en Roma nueve meses y regresaron por Francia. Recibieron una cálida acogida y mucha ayuda de Lucas Holstenius, director de la Biblioteca Vaticana, quien puso a su disposición todos los manuscritos hagiográficos de las bibliotecas romanas. Los cinco o seis copistas que se les asignaron estuvieron constantemente ocupados durante su estancia en Roma transcribiendo manuscritos según sus indicaciones, y continuaron con esta labor mucho tiempo después de la partida de los bolandistas. Holstenius murió durante su estancia en Roma, y su sucesor, Peter Allatius, que tenía sus propias pretensiones editoriales, se mostró menos amistoso. Tras una estancia de unos nueve meses regresaron por París, donde pasaron más de tres meses transcribiendo y cotejando, además de reclutar a varios copistas. También volvieron con nuevas suscripciones para los Acta Sanctorum. Tras la muerte de Bolland en 1665, él y Papenbroek comenzaron a dirigir el proyecto. En 1670 se les unió John Ravesteyn, quien tras cinco años lo dejó para dedicarse al trabajo parroquial.

## Últimos años
Henschen fue el primer bibliotecario del Museum Bollandianum en Amberes. En marzo de 1668 él y Papenbroek emprendieron un segundo viaje, pero Henschen sufrió una caída en Luxemburgo; desde entonces Papenbroek asumió buena parte de los aspectos científicos de la obra. Henschen continuó trabajando en los Acta Sanctorum hasta su muerte. En total, Henschen colaboró en los volúmenes de enero, febrero, marzo y abril, y en los seis primeros volúmenes de mayo; es decir, en diecisiete volúmenes de los Acta Sanctorum. Varios de sus comentarios póstumos aparecieron en los volúmenes siguientes. Organizó de forma sistemática la biblioteca bolandista, que se convirtió en una de las mejor dotadas del siglo XVII; tras la supresión de la Compañía de Jesús (1773) muchos volúmenes se dispersaron, y una parte forma hoy el Fondo Bollandista de la Biblioteca Real de Bélgica. Murió en la casa profesa de Amberes el 11 de septiembre de 1681, a los 80 años. En su localidad natal se erigió una estatua en su memoria.

## Obras
- Acta Sanctorum (Januarii), 2 volúmenes, Amberes, 1643.
- Acta Sanctorum (Februarii), 3 volúmenes, Amberes, 1658.
- Acta Sanctorum (Martii), 3 volúmenes, Amberes, 1668.
- Acta Sanctorum (Aprilis), 3 volúmenes, Amberes, 1675.
- Acta Sanctorum (Maii), 7 volúmenes, Amberes, 1680–1688 (publicación póstuma).
- Acta Sanctorum (Junii), 5 volúmenes, Amberes, 1695–1709 (algunas noticias, a título póstumo).
- Varios escritos en De Backer, Bibliothèque des écrivains de la Compagnie de Jésus.